# TP d'Or 2007
Els Premis TP d'Or 2007 s'entregaren el 13 de febrer de 2008. La gala va tenir lloc al Palacio de Congresos (Campo de las Naciones), va estar organitzada per La Sexta i presentada per El Gran Wyoming i el seu equip de col·laboradores del programa El Intermedio.

## Llista de guardonats
| Categoria                                      | Programa                                    | Persona                      | Resultat   |
| ---------------------------------------------- | ------------------------------------------- | ---------------------------- | ---------- |
| Millor actor                                   | Cuéntame cómo pasó                          | Imanol Arias                 | Guanyador  |
| Millor actor                                   | Aída                                        | Paco León                    | Nominat    |
| Millor actor                                   | El internado                                | Luis Merlo                   | Nominat    |
| millor actriu                                  | Aída                                        | Carmen Machi                 | Guanyadora |
| millor actriu                                  | Cuéntame cómo pasó                          | Ana Duato                    | Nominada   |
| millor actriu                                  | El internado                                | Amparo Baró                  | Nominada   |
| millor presentador/a de varietats i espectacle | Sé lo que hicisteis...                      | Ángel Martín                 | Guanyador  |
| millor presentador/a de varietats i espectacle | Sé lo que hicisteis...                      | Patricia Conde               | Nominada   |
| millor presentador/a de varietats i espectacle | Operación Triunfo, Supervivientes i Allá tú | Jesús Vázquez                | Nominat    |
| millor presentador/a d'Informatius             | Antena 3 Noticias                           | Matías Prats                 | Guanyador  |
| millor presentador/a d'Informatius             | Noticias Cuatro                             | Iñaki Gabilondo              | Nominat    |
| millor presentador/a d'Informatius             | Telediario                                  | Lorenzo Milá                 | Nominat    |
| millor sèrie nacional                          | El internado                                | El internado                 | Guanyador  |
| millor sèrie nacional                          | Aída                                        | Aída                         | Nominat    |
| millor sèrie nacional                          | Hospital Central                            | Hospital Central             | Nominat    |
| millor sèrie estrangera                        | House                                       | House                        | Guanyador  |
| millor sèrie estrangera                        | Desperate Housewives                        | Desperate Housewives         | Nominat    |
| millor sèrie estrangera                        | Lost                                        | Lost                         | Nominat    |
| millor telenovel·la o serial                   | Yo soy Bea                                  | Yo soy Bea                   | Guanyador  |
| millor telenovel·la o serial                   | Amar en tiempos revueltos                   | Amar en tiempos revueltos    | Nominat    |
| millor telenovel·la o serial                   | Zorro, la espada y la rosa                  | Zorro, la espada y la rosa   | Nominat    |
| millor informatiu diari                        | Antena 3 Noticias 21,00                     | Antena 3 Noticias 21,00      | Guanyador  |
| millor informatiu diari                        | Informativos Telecinco 15,00                | Informativos Telecinco 15,00 | Nominat    |
| millor informatiu diari                        | Antena 3 Noticias 15'00                     | Antena 3 Noticias 15'00      | Nominat    |
| millor programa d'actualitat i reportatges     | Callejeros                                  | Callejeros                   | Guanyador  |
| millor programa d'actualitat i reportatges     | La noria                                    | La noria                     | Nominat    |
| millor programa d'actualitat i reportatges     | El Intermedio                               | El Intermedio                | Nominat    |
| millor programa d'espectacle i entreteniment   | Sé lo que hicisteis...                      | Sé lo que hicisteis...       | Guanyador  |
| millor programa d'espectacle i entreteniment   | Caiga quien caiga                           | Caiga quien caiga            | Nominat    |
| millor programa d'espectacle i entreteniment   | El Hormiguero                               | El Hormiguero                | Nominat    |
| millor magazine                                | El programa de Ana Rosa                     | El programa de Ana Rosa      | Guanyador  |
| millor magazine                                | España directo                              | España directo               | Nominat    |
| millor magazine                                | Espejo público                              | Espejo público               | Nominat    |
| millor programa d'esports                      | Eurobasket 2007                             | Eurobasket 2007              | Guanyador  |
| millor programa d'esports                      | Retransmissions Fórmula 1                   | Retransmissions Fórmula 1    | Nominat    |
| millor programa d'esports                      | Territorio Champions                        | Territorio Champions         | Nominat    |
| millor concurs                                 | Identity                                    | Identity                     | Guanyador  |
| millor concurs                                 | Allá tú                                     | Allá tú                      | Nominat    |
| millor concurs                                 | Pasapalabra                                 | Pasapalabra                  | Nominat    |
| millor reality                                 | Gran Hermano                                | Gran Hermano                 | Guanyador  |
| millor reality                                 | ¡Mira quién baila!                          | ¡Mira quién baila!           | Nominat    |
| millor reality                                 | Operación Triunfo                           | Operación Triunfo            | Nominat    |
| Millor sèrie d'animació                        | Els Simpson                                 | Els Simpson                  | Guanyador  |
| Millor sèrie d'animació                        | Los Lunnis                                  | Los Lunnis                   | Nominat    |
| Millor sèrie d'animació                        | Family Guy                                  | Family Guy                   | Nominat    |
| millor programa infantil/juvenil               | Los Lunnis                                  | Los Lunnis                   | Guanyador  |
| millor programa infantil/juvenil               | El conciertazo                              | El conciertazo               | Nominat    |
| millor programa infantil/juvenil               | Megatrix                                    | Megatrix                     | Nominat    |
| millor anunci                                  | Coca-Cola                                   | Coca-Cola                    | Guanyador  |
| millor anunci                                  | IKEA                                        | IKEA                         | Nominat    |
| millor anunci                                  | Freixenet                                   | Freixenet                    | Nominat    |
| Premi Especial a tota una vida                 | Concha Velasco                              | Concha Velasco               | Guanyadora |